# ۶۹۸ (خورشیدی)
۶۹۸ ششصد و نود و هشتمین سال هجری خورشیدی است.